# Temple de Zeus Olímpic (Siracusa)
El Temple de Zeus Olímpic o Olimpièon (en toscà: Tempio di Zeus Olimpio; en grec antic: Olympμπιείον) fou un antic temple grec dedicat a Zeus Policne, als afores de la ciutat de Siracusa, a Sicília. El jaciment arqueològic n'és al sud de l'actual Siracusa.

## Història

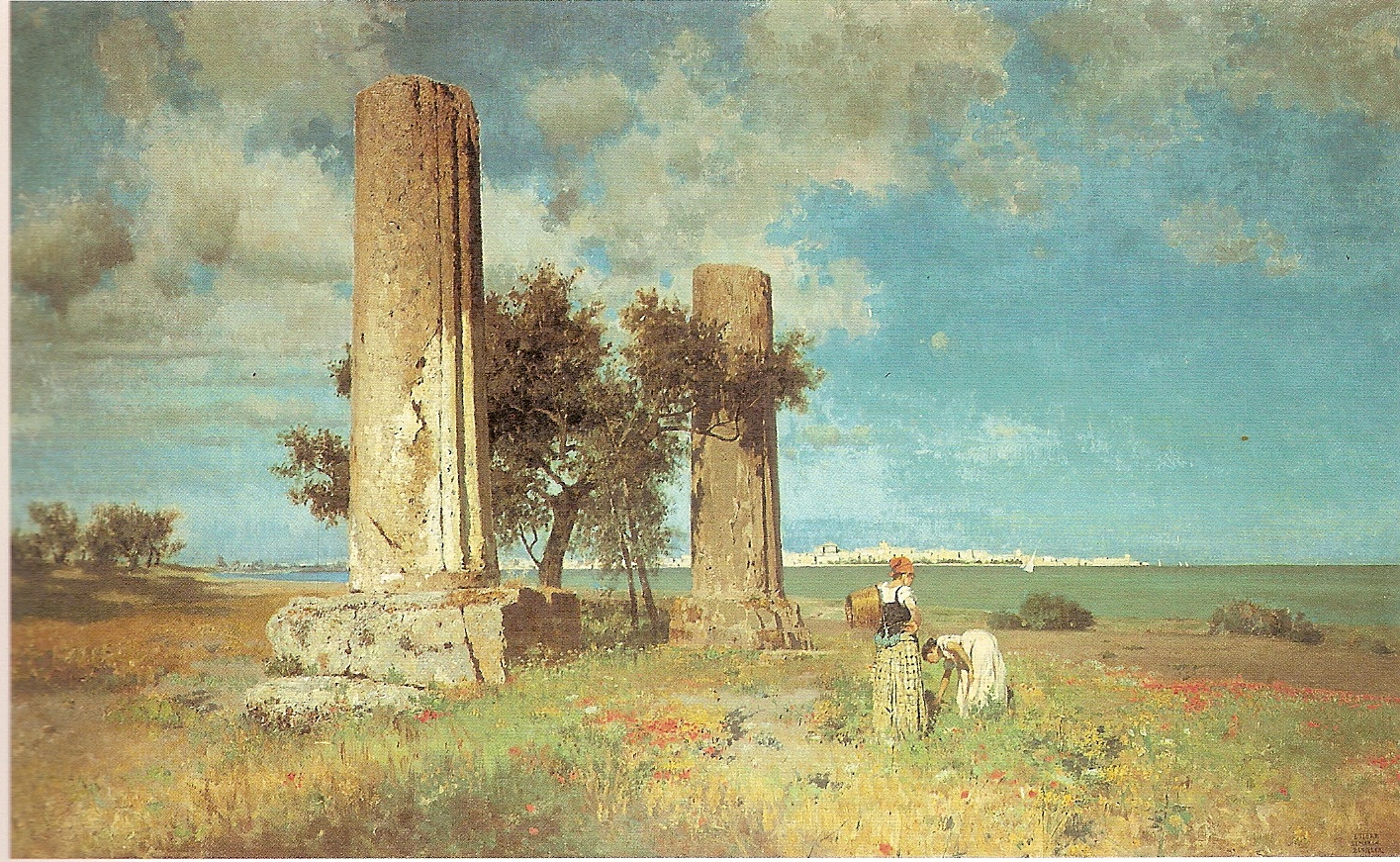
Ruïnes del temple en el. Ettore De Maria Bergler, 1891

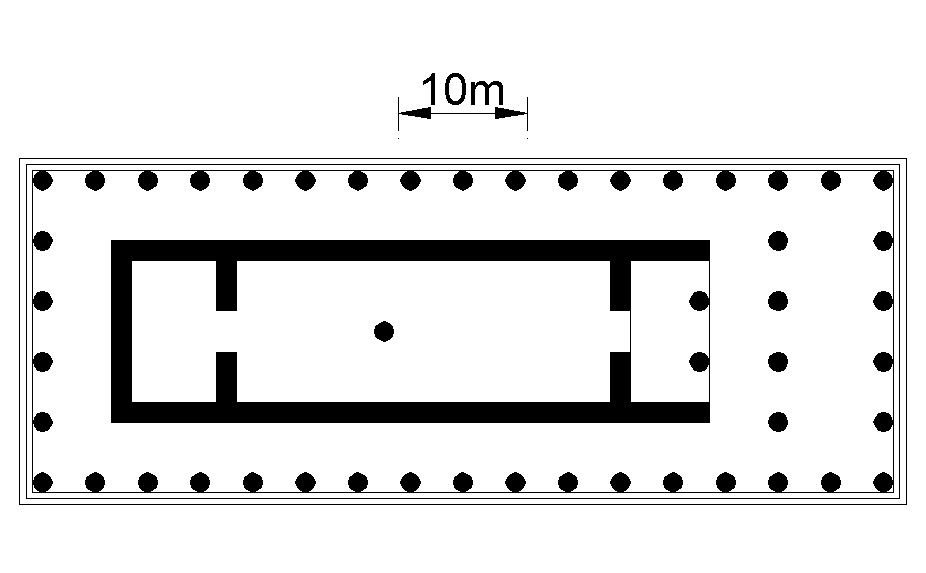
Planta del temple

Dedicat a Zeus Olímpic, ("Zeus a l'Olimp"), es va construir en el període arcaic, al voltant de l'any 555 ae. Ja existia, però, algun tipus de predecessor al lloc l'any 600 ae. N'era el segon més antic de tot Siracusa. El seu predecessor arquitectònic és el Temple d'Apol·lo a l'illa d'Ortígia, que era una mica més antic. La seua visibilitat era clau per als vaixells que eixien o entraven al port.
La zona del temple i la petita ciutat de Policne es van fortificar per la seua importància estratègica. Per això, els enemics que assetjaven la ciutat també solien fortificar-la: Himilcó II en el 396 ae, Amílcar Giscó en el 309 ae i Marc Claudi Marcel en el 214 ae.
Segons Ciceró, al temple hi havia una estàtua de Zeus Imperator, a la qual els grecs anomenaven Urios i que en el segle i ae el governador romà Verres va fer desaparéixer.

## Descripció

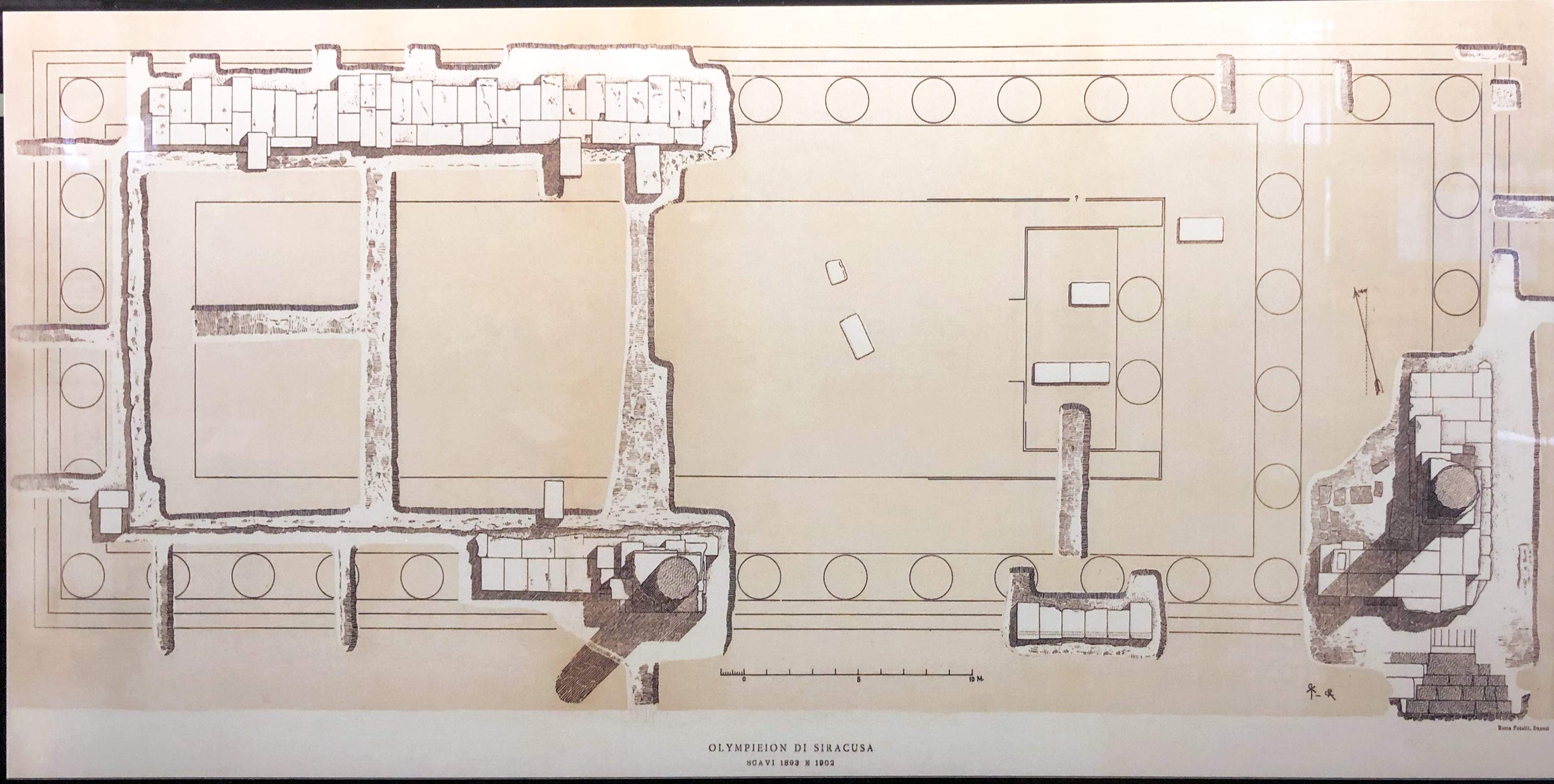
Plànol del temple

Era en la confluència dels rius Ànapo i Ciane, fora de les muralles de la ciutat, a uns 2,5 km al sud de les Epípoles i el Neàpolis. Estava construït en un punt lleugerament més elevat que els voltants. Era en molts aspectes semblant en arquitectura al Temple d'Apol·lo de la ciutat: amb un peristil d'estil dòric amb columnes monolítiques, amb 6 als costats curts i 17 als llargs. L'estilòbat tenia si fa no fa 22,4 m × 62 m. Dins del temple hi havia un pronaos, un naos i un àditon. L'entrada al pronaos i al naos solia fer-se per l'est, i a l'àditon només es podia accedir des del naos. Davant del pronaos hi havia dues columnes (dístilo in antis). A l'est hi havia una filera de columnes davant del pronaos.
Encara en el segle xvii es conservaven set dels pilars del temple. El que resta de l'enorme temple (que feia 20,50 m x 60 m) és part del crepidoma i les parts inferiors de les dues columnes de la banda sud; també s'han preservat els fonaments i els tambors de les columnes del temple.